# イラクの国旗
イラクの国旗は、1921年の建国以来、六つの異なる版が導入された。
現在の国旗は2008年1月22日の国旗法改正により制定されたもので、1991年制定の国旗からバアス党のスローガンであった「統一、自由、社会主義」を表す三つの星を削除すると共に「アッラーフ・アクバル（アッラーフは偉大なり / الله أكبر）」の文言をサッダーム・フセイン元大統領の直筆とされる筆記体からクーフィー体に変更したデザインとなっている。
アラビア文字を入れた他の国旗（サウジアラビアの国旗など）と同様、ホイスト（旗竿側）が右である。

## イラク国旗の変遷

### アッバース朝時代

アッバース朝の国旗

イラクの前身となったアッバース朝イスラム帝国では、イスラム教の伝統を表す黒一色の国旗が使われた。

### 1921年 - 1959年

王政期の国旗（1921年制定、縦横比1対2）

同上（縦横比2:3の別タイプ）

王政期の国旗は、黒・白・緑の三色が水平に配され、旗竿側には赤い台形（赤い三角形のバージョンもある）が配されている。赤の中の二つの七芒星は、14の州を表している。旗に使われた色は、第一次世界大戦時にオスマン帝国に対するアラブ反乱を率いて、戦後アラブ地域の英仏委任統治領に成立した王政の王族として配されたハーシム家の色であり、同じくハーシム家が王族となったヨルダンの国旗に酷似している。

アラブ連邦の国旗（1958年制定、縦横比1対2）

### 1959年 - 1963年

カーシム政権期の国旗（1959年制定、縦横比1対2）

アブドルカリーム・カーシムによる1958年のクーデター（7月14日革命）でイラク王国が滅んだ後、1959年7月14日、カーシム政権は新国旗を制定する法律 (Law 102 of 1959) を適用した。新しい旗は黒・白・緑の三色が以前と異なり縦に配され、白い帯の中央には、中央に黄色い円形をもつ赤い八芒星が配されている。黒と緑は汎アラブ主義を、黄色い太陽は少数派のクルド人を、赤い星は同じく少数派のアッシリア人を表す。また、この八芒星は古代メソポタミアでは「神」をあらわした。なお、クルディスタン地域では一時期、これより後のイラク国旗の掲揚が禁止され、この旗のみ掲揚が許可されていた。

### 1963年 - 1991年

バアス党による政権奪取の後に採用された国旗
（1963年7月制定、縦横比2対3）

カーシム政権がバアス党により転覆されると、1963年7月31日から新法 (Law 28 of 1963) に基づき新国旗が制定された。新国旗は、赤・白・黒の水平三色旗で、三つの緑の星が白い帯の中に配されている。緑の星は元来、汎アラブ主義に立つバアス党が、エジプトとシリアとの統合（アラブ連合共和国）にイラクを加入させる意図で配置された。当時のアラブ連合は、赤白黒の水平三色に緑の星が二つという旗であり（様々な変遷の後、2024年のアサド政権の崩壊までシリアの国旗であった）、もしこの三カ国の統合が成っていたら、アラブ連合の旗はイラク国旗と同じデザイン（緑の星にもとの三つの国を象徴させる）になったと思われる。実際にはシリアがエジプト主導のアラブ連合に反発を感じてすでに離脱しており、イラク・バアス党の働きかけにエジプトもシリアも応じなかった。

### 1991年 - 2004年

1991年1月に修正された国旗（縦横比2対3）

1991年1月13日、サッダーム・フセイン政権により国旗は若干変更された。三つの星の意味はアラブの三地域という当初の意味から、バアス党のモットー「統一、自由、社会主義」を象徴すると改められ、さらに三つの星の間に「アッラーフ・アクバル」の文言が筆記体で入れられた。この筆記体はサッダーム・フセインの直筆を基にしたとされており、この変更自体も湾岸戦争の最中にありアメリカによる侵攻が目前に迫っていた状態のイラクが、イスラーム世界からの支援を集める意図で入れたと推測されている。フセイン体制崩壊後の2008年の国旗法改正で正式に廃止され、旧国旗も旧体制の象徴として公の場での使用が禁止された。しかし、スンナ派住民の間ではシーア派主導の政府への抗議・反発を示すためにあえてこの国旗を掲げる人々もいた。

### 2004年 - 2008年

2004年6月から2008年1月まで使用された国旗（縦横比2対3）

2004年6月28日のイラク暫定政権樹立式典で最初に掲揚された。2003年のイラク戦争によるフセイン政権崩壊後は「アッラーフ・アクバル」の文言が入っていない1963年制定の国旗が使われていたが、統治評議会が新たな国旗を提案。しかし、提案された意匠に対する反発や批判が大きかったことから取り敢えず1991年制定の国旗を基に挿入された文言の書体をクーフィー体に変更したものを使用していた。このため、この新国旗が公式なものであるかは明らかでなかった。

## 採用されなかった国旗案

### 2004年提案

2004年に提案された新国旗案

2004年4月26日、イラク暫定統治評議会はフセイン政権崩壊後におけるイラクの新国旗を発表した。暫定政府が主張するには、この新国旗は著名なイラクの建築家兼芸術家であるリファアト・ジャディーリーによってデザイン（作画）されたものであり、これが、他の30の競合する出品から選ばれたものであるという。
その旗は、白い背景で、底の4分の1には、青色・黄色・青色と平行な帯が横に並んでいる。すなわち、3本の線については、青の帯はチグリス川とユーフラテス川を表しており、黄色の帯については、何を象徴としているものかは不明確だが、クルディスタンの旗が「緑・白・赤の横三色旗に黄色い星」であることから、少数派のクルド人を表しているとされる。中間部にある白い領域には、イスラム教を象徴する大きな三日月がある。しかしこれは青色の影として描かれている（イスラム教の象徴である三日月は、五芒星と組み合わせて描くのが基本である。色はアルジェリアの国旗とチュニジアの国旗では赤、トルコの国旗とパキスタンの国旗では白で、全て陰ではなく明確に描かれている）。
このデザインは、過去のイラク国旗や他のアラブ諸国の国旗で使用されている汎アラブ色（緑・黒・白・赤）とは著しくかけ離れていた。アラブ諸国の国旗色には長い伝統があり、緑色と黒色は、イスラム教を表すのに使用される。中でも緑色は、預言者ムハンマドお気に入りの色だとずっと言われてきた（パキスタンの国旗やサウジアラビアの国旗は緑地に白色で意匠が描かれており、リビアの国旗は2011年まで緑一色で構成されていた）。赤色は、アラブ人の愛国心や汎アラブ主義を表すのに使われる。また黒色は暗黒の過去、白色は純潔や平和を表すことが多い。イスラム諸国の国旗や紋章における三日月は、通常、緑色または赤色で描かれる。
2004年提案の国旗は白地にかなりの部分が青色であり、この旗の様相がイスラエルの国旗に似ているとして、即時にイラク国内で論争になった（実際、イスラエルの旗を制定する時の原案には、かなりの割合で黄色が含まれていた）。その他に批評家は、汎アラブ主義をあらわす伝統色が欠落していることを非難し、また「アッラーフ・アクバル」という句が欠落していることについても、この文言がフセインによって追加されたという事実とは無関係に嘆いた。
更に、作画者ジャディーリーについても疑問が提起された。彼が、暫定統治評議会メンバーであるナスィール・アル＝ジャディーリーの弟であることは明らかである。結果として、身内びいきという訴えによって、デザイン競技会で得た彼の勝利は汚れたものとなってしまった。兄のリファットは彼を弁護する中、次のように述べた。「弟は、私から電話をうけて、旗をデザインするようにと招待されるまでは、新しい旗の計画については何も知らなかった」と。また「そのデザインが競技会に関係している、というようなことは、聞かされていなかった」とも述べた。更に「彼は、1980年代初めから、イギリスのロンドンに住んでいるので、現在のイラクの国民感情を捉えることに失敗したからといって、このことを批判するのは、まだ早い」とも付け加えた。
2004年4月27日、新しい旗がファルージャで反政府運動家によって燃やされたという報告があった。その日は、国旗としての公式採用が予定されていた前日であった。4月28日、マスウード・バルザーニ統治評議会議長は「旗の修正版では、4月26日に報道で発表された非常に明るい青い影が、暗い色調に変更された」との公式見解を示した。しかし、その変更がなされた理由が、元のデザインに対して抗議されたことによるのか、または、評議会に要求されたことによるのか、それとも、初期のニュース報道における印刷誤差が修正されたことによるのかは、明らかにされなかった。彼はまた、この旗は、最終的な旗が採用されるまでの一時的なデザインであり、数か月間使用されるということも説明した。
結局、この旗は2004年6月28日のイラク暫定政権への主権移譲式典の会場に揚がることはなかった。多くの反発にさらされた白と青の国旗案は放棄され、式典会場には1991年制定の国旗を若干変更した暫定的な国旗が掲揚された。

### 2008年提案
2008年1月の国旗法改正で採用されたデザイン以外には「アッラーフ・アクバル」の文言の中間にクルド人を象徴する太陽を配置したものや、2004年6月から暫定的に使用されていた旗のデザインを踏襲しつつ「アッラーフ・アクバル」の文言の部分のみ緑色から黄色に配色を変更すると共にバアス党時代は「統一、自由、社会主義」の象徴とされた三つの星を「平和、寛容、公正」の象徴に改める案などが提示されていた。

? 当初案1（クルドの象徴である太陽を中央に配置）
? 当初案2（「アッラーフ・アクバル」の配色を変更）

## 自治区の旗

クルディスタンの旗